# Mola (arte)

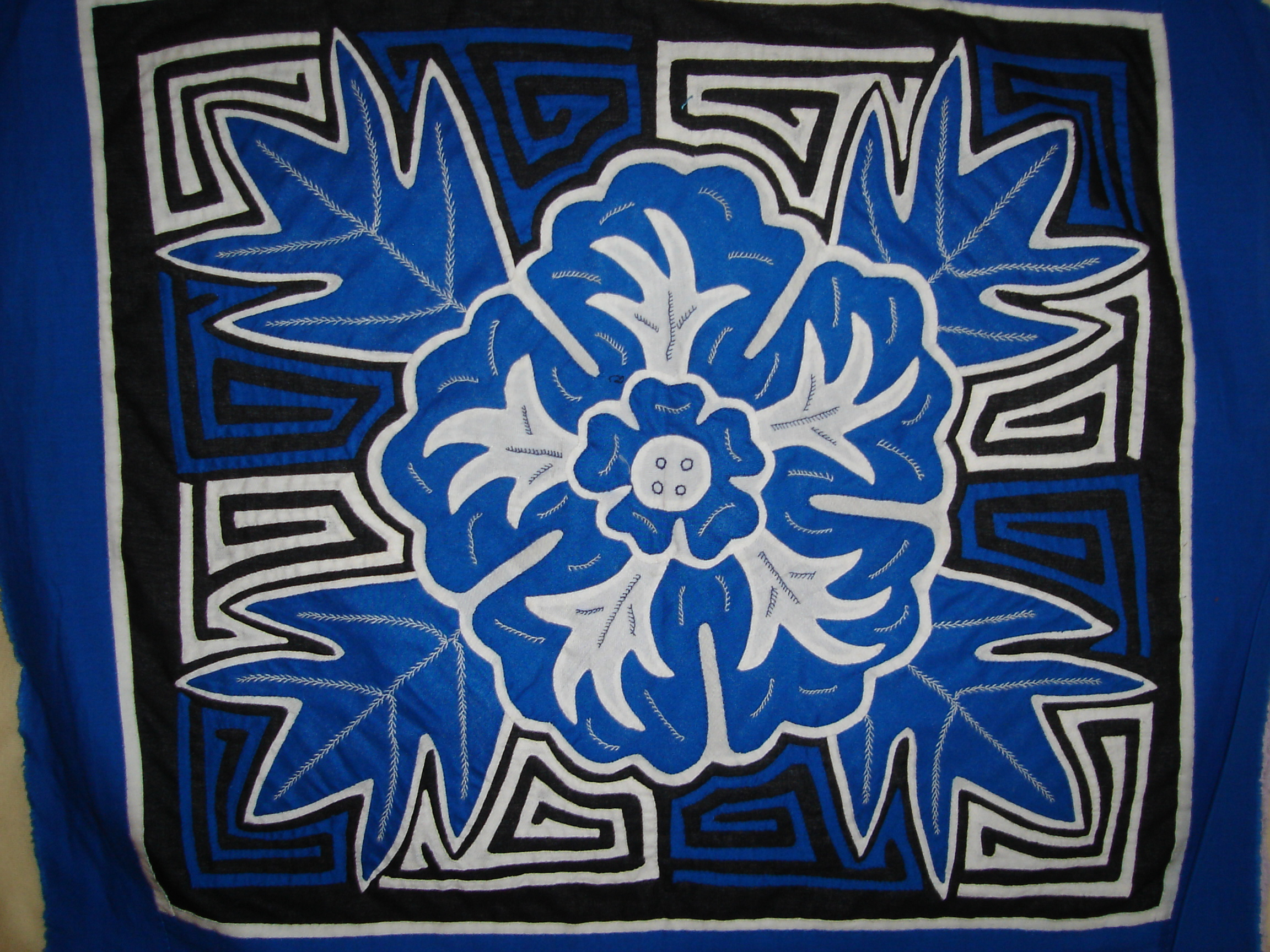
Mola en exposición. El diseño fue tomado de la Flor de Papo.

La mola es una forma de arte textil tradicional, hecho por la etnia Guna de Panamá. Las molas son textiles cosidos en paneles con diseños complejos y múltiples capas usando una técnica de appliqué inverso.
En el idioma kuna (dulegaya), mola significa "ropa" o "blusa". El vestido completo tradicionalmente incluye una falda (en dulegaya: saburet), una bufanda para la cabeza roja y amarilla (en dulegaya: musue), mangas para los brazos y piernas (en dulegaya: wini), un anillo de oro en la nariz (en dulegaya: olasu), y aretes en adición a la blusa (en dulegaya: dulemor).

## Historia
Las molas se originaron con la tradición de la mujer kuna de pintar sus cuerpos con diseños geométricos, utilizando colores naturales disponibles. Luego de la colonización española y el subsequente contacto con los misioneros, los kunas empezaron a transferir sus diseños geométricos tradicionales en telas, primero pintándolos directamente, luego utilizando la técnica de apliqué en reversa. No se conoce con certeza cuando fue utilizada esta técnica por primera vez. Se asumen que las molas más viejas tienen entre 150 a 170 años de antigüedad.
Además de su inspiración geométrica, los kunas en los últimos 50 años empezaron a crear diseños realistas y abstractos de flores, animales, pájaros y del mar.
Dependiendo de la tradición de cada isla de Kuna Yala, las mujeres kuna empiezan a confeccionar las molas cuando alcanzan la pubertad, algunas otras mucho antes. Las mujeres de esta etnia que prefieren vestirse normalmente son una minoría.
Las molas tienen una gran importancia para los kunas, pues son una de las principales obras de arte que identifican su tradición y su cultura, además de ser una pieza muy adquirida como souvenir por los visitantes del istmo.

## Confección

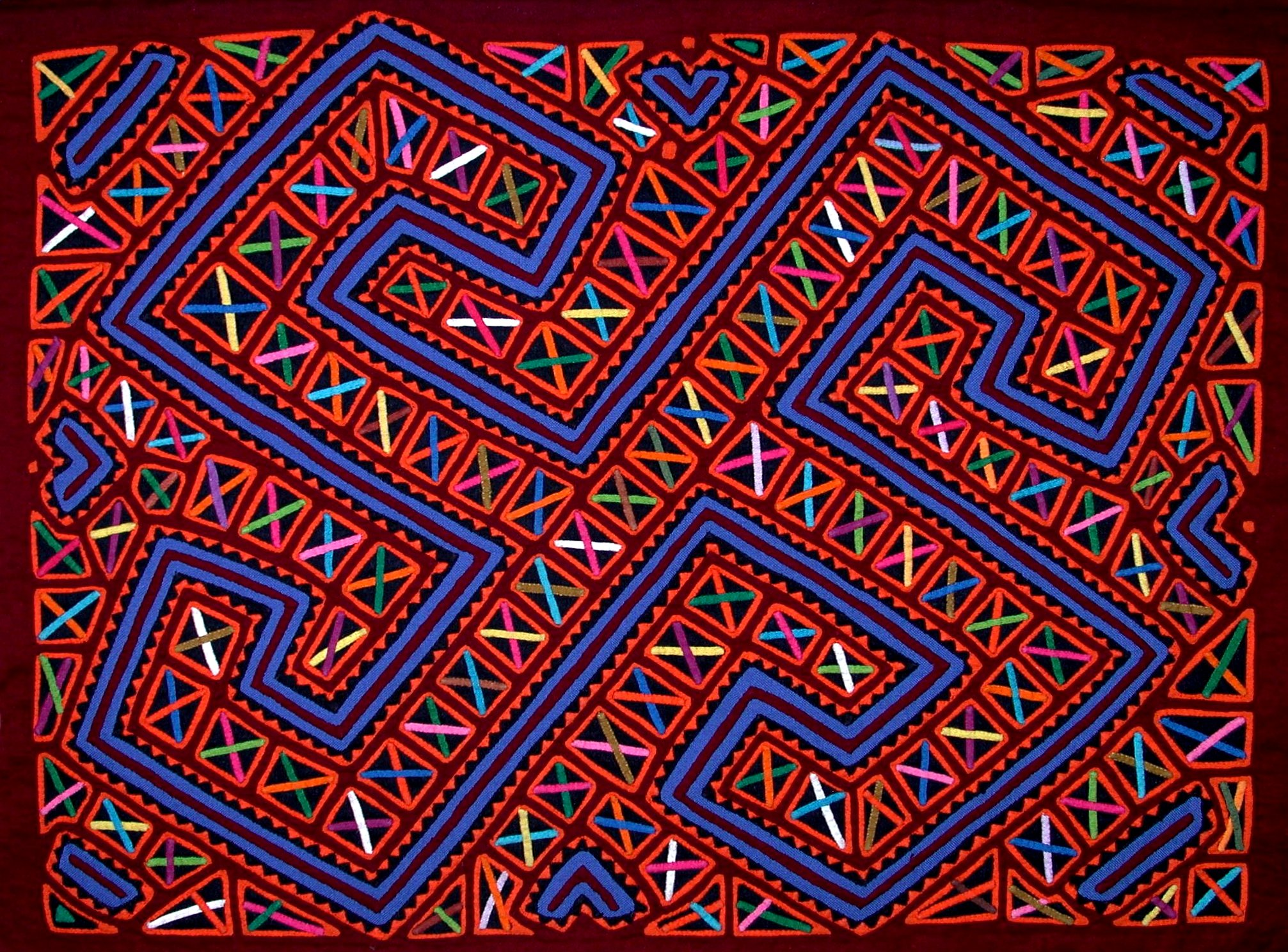
Diseño de mola simulando la bandera kuna.

La Mola es hecha completamente a mano utilizando, varias capas (usualmente de 2 a 7) de diferentes colores son cosidas juntas. El diseño es luego formado al cortar diferentes partes de cada capa. Los bordes de las capas son luego cosidos. Las molas más finas tienen un cosido extremadamente fino, en estos casos, se utilizan agujas muy pequeñas y delgadas.
El diseño principal es regularmente cortado de la primera capa, y luego los otros diseños progresivamente más pequeños se van cortando de las otras capas, revelando los colores de abajo. También es posible cortar varias capas al mismo tiempo o cambiar la secuencia de colores. Algunas molas incorporan parches de colores contrastantes, lo que le da variación de colores al diseño.
Las molas varían en calidad, y el precio varía de acuerdo a esto. Un gran número de capas es un signo de alta calidad. La calidad del cosido también es un factor importante; en las mejores molas las puntadas son casi invisibles. 
Las molas pueden tomar desde unas semanas hasta 6 meses para confeccionar, dependiendo de la complejidad del diseño.